# Diversidad sexual en Houston
La diversidad sexual en Houston es generalmente aceptada. La ciudad es sede del cuarto desfile del orgullo gay más grande del país. Houston tiene la mayor población LGBT de cualquier ciudad del estado de Texas.

## Historia
Según Ray Hill, antes de la década de 1970, los bares gay se extendían por el centro de Houston y lo que hoy es Midtown Houston.Tras el cierre de los bares gay, las personas gays y lesbianas necesitaban un lugar donde socializar. Empezaron a frecuentar Art Wren, un restaurante abierto las 24 horas en Montrose, una comunidad de personas sin hijos y viudas. Para 1985, la atmósfera y la política del barrio estaban fuertemente influenciadas por la comunidad LGBT. En 1990, el 19% de los residentes de Montrose eran miembros de la diversidad sexual.
A partir de la década de 1990, empresas como BP, Chevron y Royal Dutch Shell comenzaron a ofrecer beneficios y protecciones a empleados LGBT equivalentes a los de sus colegas heterosexuales. Sin embargo, según Blum, varias personas LGBT afirmaron que algunas compañías aún mantenían culturas poco inclusivas, describiendo experiencias de discriminación sutil o abiertamente evidente.
En 2011, muchos miembros de la comunidad LGBT se habían mudado a Houston Heights y a suburbios del Gran Houston. Según Hill, menos del 8% de la población de Montrose era LGBT en ese momento. Esta descentralización, junto con la creciente aceptación LGBT en la ciudad, provocó una disminución en la clientela de los bares gay de Montrose. Los suburbios que atraen especialmente a la comunidad gay son Pearland, Sugar Land y Missouri City.
En febrero de 2015, un estudiante gay de 17 años del Lutheran High School North afirmó que la escuela lo obligó a retirarse por negarse a eliminar de YouTube varios vídeos en los que hablaba de su orientación sexual. El director de la escuela, Wayne Kramer, citó el reglamento del alumno, que establece: «Lutheran High North se reserva el derecho, a su entera discreción, de rechazar la admisión o dar por finalizada la inscripción de un estudiante que participe, promueva, apoye o apruebe: pornografía, inmoralidad sexual, actividad homosexual o bisexual».

## Política y activismo

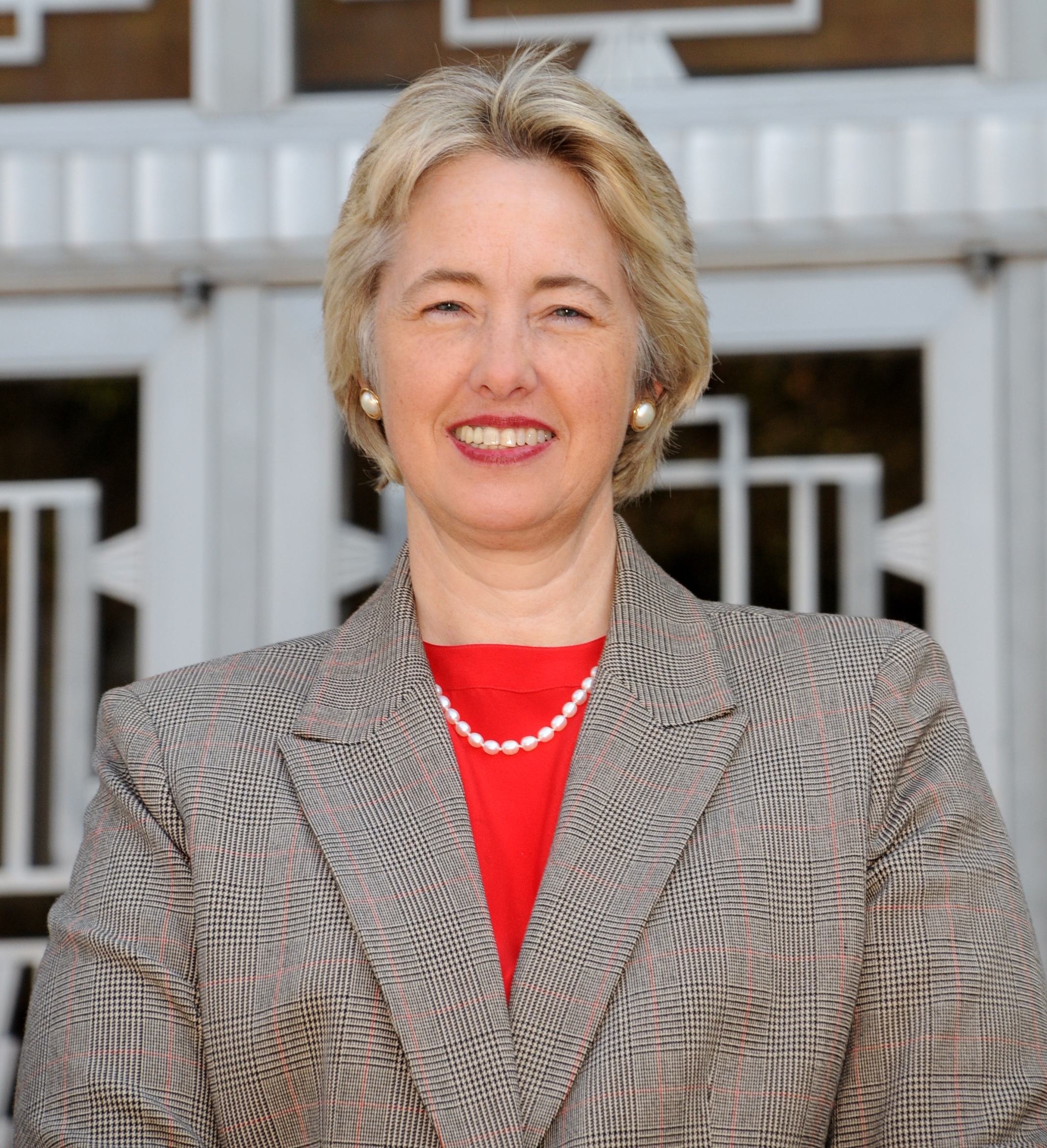
Annise Parker, exalcaldesa de Houston

Michael Ennis de la revista Texas Monthly afirmó en 1980 que dentro del estado de Texas, los «avances políticos del movimiento gay» eran «más visibles» en Houston. En octubre de 1979, Richard Goldstein escribió en el Village Voice que, debido a la amenaza percibida del movimiento cristiano conservador, los gays en Houston «se toman la política más en serio» que los de Nueva York.
El matrimonio de Billie Ert y Antonio Molina, el primer matrimonio homosexual en Texas, se celebró en 1972, aunque posteriormente fue anulado por el procurador general de Texas. En 1978, Steve Shifflet, exmiembro de los Young Republicans, se convirtió en presidente del Houston Gay Political Caucus (HGPC). Promovió el uso del voto en bloque para asegurar la elección de candidatos afines a la comunidad LGBT. Ese año, el bloque LGBT votó a favor de Mickey Leland para el escaño del Congreso que antes ocupaba Barbara Jordan, y Leland agradeció personalmente al HGPC.
En 1979, Montrose fue incluido como distrito uninominal del Ayuntamiento de Houston, lo que permitió una mayor representación política LGBT. En las elecciones municipales de ese año, Eleanor Tinsley, una política liberal, compitió contra el conservador Frank Mann. Mientras Tinsley recibió apoyo de la diversidad sexual, Mann intentó polarizar al electorado con comentarios como «raros y maricones». Finalmente, Tinsley ganó gracias al respaldo del voto LGBT.
En 2002, los votantes de Houston aprobaron la Proposición 2, que prohibió al gobierno municipal otorgar beneficios a parejas del mismo sexo de empleados públicos. En 2010, Annise Parker, una mujer lesbiana, fue elegida alcaldesa de Houston, convirtiendo a esa ciudad en la primera gran ciudad estadounidense en votar a una persona abiertamente homosexual como alcalde. Esto convirtió a Parker en la representante LGBT en Estados Unidos con el mayor electorado. Parker había ocupado cargos públicos en seis ocasiones previas, y fue electa sin mayor controversia sobre su orientación sexual.

## Cultura

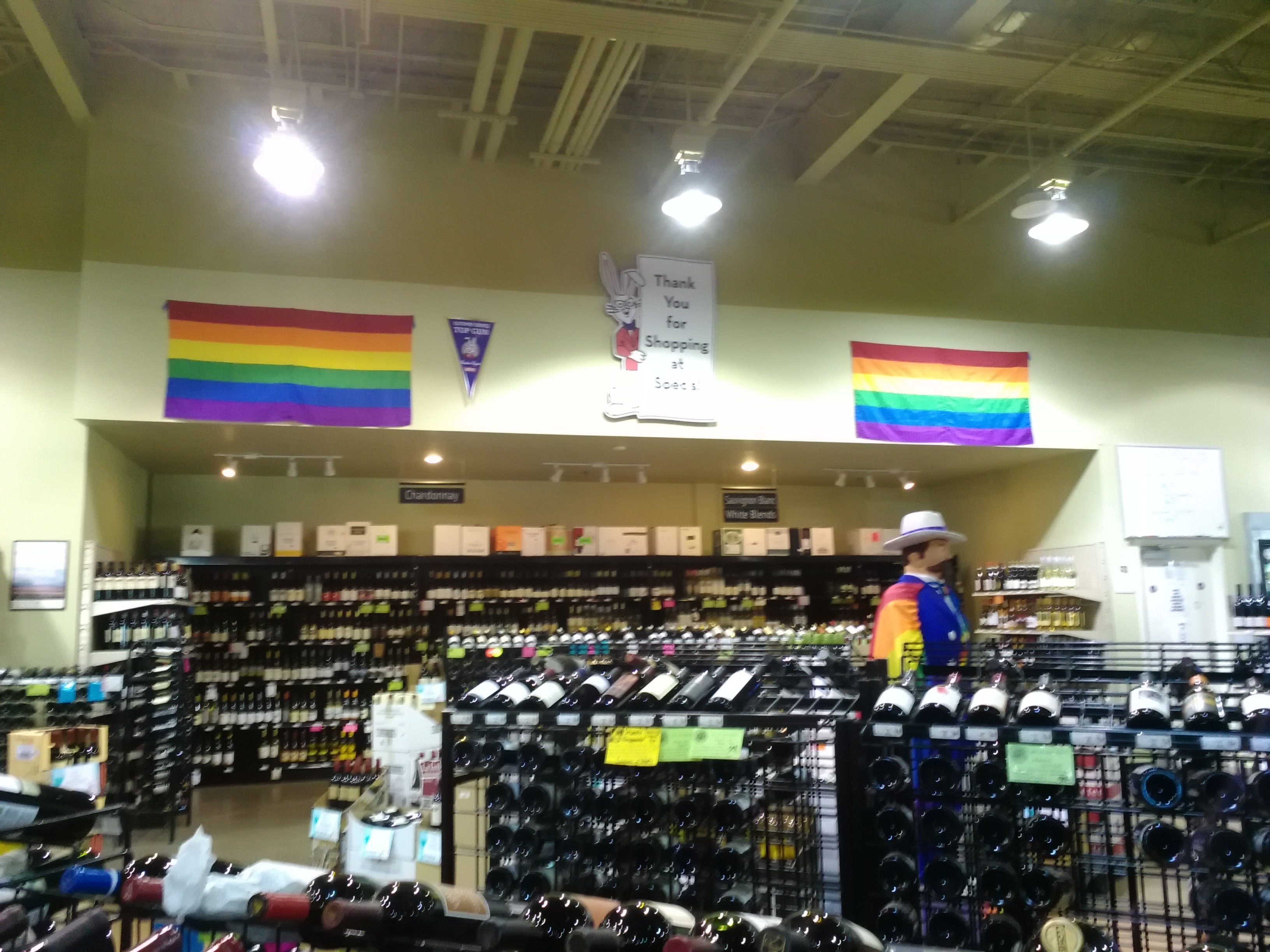
Banderas LGBT en la tienda Spec's de Montrose

En décadas anteriores, la comunidad gay de Houston solía acudir a clubes de rock and roll. Para 1980, los houstonianos gays seguían yendo a discotecas cuando la música disco ya había perdido popularidad entre los heterosexuales. La semana Out at the Rodeo se celebra anualmente en el Houston Livestock Show and Rodeo, en la cual se realizan eventos dedicados a la comunidad LGBT durante una semana en marzo.
El Desfile del Orgullo Gay de Houston es el más grande de Texas, atrayendo a unas 200 000 personas cada junio. En 2015, el evento se trasladó del barrio de Montrose al centro de Houston debido al aumento de asistentes y la necesidad de mayor espacio. Houston Splash, fundado en 1988, es el evento de orgullo negro LGBT de Houston. Se celebra cada año a principios de mayo y atrae a miles de personas, siendo el evento LGBT afroamericano más grande de la Costa del golfo de EE. UU.

## Religión

### Cristianismo
Algunas iglesias cristianas aceptan a miembros de la comunidad LGBT. En 2008, el reverendo Dwayne Johnson, pastor de Resurrection Metropolitan Community Church, una iglesia en Timbergrove Manor, cerca de Houston Heights, declaró que había entre 15 y 20 clérigos cristianos abiertamente gays en Houston.
El principal grupo de servicio de la Resurrección Metropolitana es la comunidad LGBT. En 1980, el pastor era gay y casi toda la congregación pertenecía a la comunidad LGBT. En diciembre de 2010 el reverendo Harry Knox, un activista pro-LGBT, se convirtió en líder de Resurrection Metropolitan. En 2011, la iglesia tenía 850 miembros.
En 2008, el activista pro-LGBT Jay Bakker instó a Joel Osteen, pastor de la Iglesia Lakewood, a manifestarse a favor de la comunidad LGBT e invitó a su grupo a un picnic.

### Judaísmo
El grupo Keshet Houston es una organización sin fines de lucro que conecta a personas judías LGBT en el área de Houston. Conectan a personas judías con sinagogas que apoyan a la comunidad LGBT, además de organizar sus propios eventos sociales y religiosos. Keshet Houston ha participado en el Desfile del Orgullo de Houston desde 2014, y en 2015 la primera pareja del mismo sexo legalmente casada de Texas viajó en su carroza.
Temple Emanu El es una congregación inclusiva con líderes que han hablado en contra de la discriminación LGBT, y han participado en eventos para ponerle fin en Texas. Varias sinagogas han contratado a clérigos LGBT, incluyendo las congregaciones: B'rith Shalom, Beth Israel, y B'nai Israel en Galveston.